# Аврамова седловина
Аврамовата седловина е седловина в Западна България, разположена на орографската граница между планините Рила и Родопи. Разположена е източно от река Дрещенец, ляв приток на река Черна Места и има надморска височина 1295 m. Климатът е преходноконтинентален, почвите са кафяви планинско-горски. Седловината е заета от обширни поляни и иглолистна растителност — бял бор и смърч.
През нея минава автомобилният път, свързващ Велинград с Якоруда и Разлог, както и теснолинейната жп линия Септември — Добринище. Гара Аврамово е най-високо разположената гара на Балканския полуостров — 1267 m. В съседство е разположено едноименното село Аврамово.